# Відношення Гріна
Відношення Гріна — п'ять відношень еквівалентності, що описують елементи напівгруп через породжені ними головні ідеали. Названі на честь шотландського математика Джеймса Александра Гріна, що описав їх в своїй роботі в 1951 році.
Розглянемо моноїд S1 утворений з напівгрупи S приєднанням одиниці, якщо вона відсутня. Це робиться для того, щоб кожен головний ідеал містив елемент від якого він породжений.
- Лівий головний ідеал елемента a: {\displaystyle S^{1}a=\{sa:s\in S^{1}\}}, що еквівалентно {\displaystyle Sa\cup \{a\}}.
- Правий головний ідеал елемента a: {\displaystyle aS^{1}=\{as:s\in S^{1}\}}, що еквівалентно {\displaystyle aS\cup \{a\}}.
- Двосторонній головний ідеал елемента a: {\displaystyle \ S^{1}aS^{1}}, що еквівалентно {\displaystyle SaS\cup aS\cup Sa\cup \{a\}}.

## Відношення L, R та J
Для елементів a, b ∈ S, відношення Гріна L, R та J визначаються як:
- a L b ⇔ S1 a = S1 b
- a R b ⇔ a S1 = b S1
- a J b ⇔ S1 a S1 = S1 b S1

Ці відношення є відношеннями еквівалентності на S, тому розбивають S на класи еквівалентності. Якщо напівгрупа S комутативна, то L, R та J збігаються.

## Відношення H та D
- a H b ⇔ a L b ∧ a R b.
- a D b ⇔ ∃ c ∈ S: a L c ∧ c R b (тобто, найменше відношення еквівалентності, що містить L та R).

можна переформулювати визначення як:
- Ha = La ⋂ Ra
- a D b ⇔ Ra ⋂ Lb ≠ ∅.

## Властивості
- D ⊆ J
- D = J для скінченних напівгруп.